# Born Jamericans
Born Jamericans es un dúo de música Reggae y Hip Hop de Estados Unidos. Conformado por Norman "Notch" Howell y Horace "Edley Shine" Payne.

## Historia
Su debut musical fue con el disco Kids from Foreign, con el sello de hip hop Delicious Vinyl y fue el quinto más vendido de reggae en 1994, y tras su éxito, el grupo realizó una gira con Buju Banton, Shabba Ranks, Zhane y Shai, y realizó una gira en Japón con Shinehead y Mad Lion.  En 1996, contribuyeron con la banda sonora de la película Kla$h.  El segundo álbum del dúo, Yardcore lanzado en 1997, contó con colaboraciones de Mad Lion, Shinehead y Johnny Osbourne. Ambos álbumes fueron éxitos en las listas de Estados Unidos. La canción "Boom Shak-a-Tack" aparece en el videojuego Saints Row 2.
En 2018 se presentaron en el Festival Hip Hop al Parque de Bogotá (Colombia).

## Discografía
- Kids from Foreign ( Delicious Vinyl , 1994)

- Yardcore ( Delicious Vinyl , 1997)